# Cầu Nhơn Trạch
Cầu Nhơn Trạch (đơn nguyên 1) là cầu trên đường vành đai 3 Thành phố Hồ Chí Minh, vượt sông Đồng Nai từ Nhơn Trạch về thành phố Thủ Đức, Thành phố Hồ Chí Minh.

## Đặc điểm
Theo thiết kế, toàn tuyến đường và cầu dài hơn 15,5 km và có lộ giới suốt tuyến là 120 m với điểm đầu là vành đai 3 TP HCM đoạn Tân Vạn - Nhơn Trạch và điểm cuối phía bờ Nhơn Trạch giao với đường 25B. Theo website Công ty Cổ phần Đầu tư Xây dựng Phú Mỹ, cầu sẽ có tổng chiều dài là 2.480 m bao gồm phần cầu đúc hẫng cân bằng và đường dẫn là dầm giản đơn Super T. Phần cầu chính có khẩu độ là 110 m, tĩnh không thông thuyền là 30,5 m, đáp ứng các tàu vận tải có giãn nước 5000 DWT. Cầu sẽ có bốn làn xe và hai làn hỗn hợp trong giai đoạn 1, giai đoạn tiếp theo sẽ bố trí một đơn nguyên cầu Nhơn Trạch về phía hạ lưu. Đảm bảo khai thác 6 làn xe cao tốc và 2 làn xe song hành 2 chiều. Hai đường kết nối với cầu có chiều dài 15,077 km và chiều rộng 67 m.

## Lịch sử
Năm 2002, Thủ tướng Chính phủ Việt Nam đã cho phép đầu tư dự án xây dựng cầu Nhơn Trạch vượt sông Đồng Nai theo hình thức BOT trong nước. Quý 4 năm 2004, Tổng Công ty Tư vấn Thiết kế Giao thông Vận tải đã báo cáo nghiên cứu khả thi dự án.
Đến tháng 9 năm 2004, theo Ban Quản lý Dự án Mỹ Thuận (BQL - chủ đầu tư) thì dự án gặp khó khăn vì số vốn đầu tư lớn, nhiều khả năng các nhà đầu tư BOT không đủ kinh phí thực hiện. Do đó Thứ trưởng Bộ GTVT Ngô Thịnh Đức đã giao BQL phải tiến hành kiểm tra, đánh giá, phân tích để xác định tính hiệu quả của dự án theo hai hướng là làm theo dự án cũ có cộng thêm 1,7 km đường nối hoặc phương án cầu đường, giải phóng mặt bằng không thay đổi, rút lại quy mô đường. Về tỷ lệ góp vốn, sẽ báo cáo theo hai hướng giữ nguyên phương án góp vốn 30% ngân sách, 70% của các nhà đầu tư. Tuy nhiên các nhà đầu tư chỉ làm cầu, Thành phố Hồ Chí Minh và Đồng Nai làm đường hoặc vẫn theo dự án cũ nhưng Thành phố Hồ Chí Minh và Đồng Nai phải đóng góp thêm kinh phí. Yêu cầu các nhà đầu tư khẳng định bằng văn bản về năng lực tài chính thông qua kiểm toán.
Tháng 2 năm 2007, Tập đoàn Kumho (Hàn Quốc) đã đề nghị đầu tư xây dựng cầu Nhơn Trạch theo hình thức BOT nhưng không đạt được thỏa thuận. Do đó, Công ty Cổ phần BOT cầu Phú Mỹ (PMC) vẫn là chủ đầu tư.
Tháng 3 năm 2010, PMC đề xuất phát hành 700 triệu USD trái phiếu quốc tế trong đó là có nguồn vốn để sớm thực hiện cầu Nhơn Trạch này trong năm 2011.
Dự án này được khởi công vào 24/9/2022 và hoàn thành vào 19/8/2025.